# Heinz Krieger (Fußballspieler)
Heinz Krieger (* 26. Dezember 1943; † 22. September 2022) war ein deutscher Fußballspieler und spielte auf dem Höhepunkt seiner Karriere von 1967 bis 1975 für Sachsenring Zwickau in der DDR-Oberliga, der höchsten Fußballspielklasse.
Zu Beginn der Fußballsaison 1964/65 kam Krieger von Dynamo Dresden zum DDR-Oberligisten BSG Wismut Aue. Er wurde jedoch nie in der Oberligamannschaft eingesetzt. 1965 suchte die in der zweitklassigen DDR-Liga spielende BSG Motor Wema Plauen dringend talentierte Spieler, denn in ihrer ersten Zweitligasaison 1964/65 hatte sie nur knapp den Klassenerhalt sichern können. Da Plauen im Einzugsbereich von Wismut Aue lag, wurde Krieger zusammen mit seinen Nachwuchskollegen Peter Marquardt und Wolfgang Uhlig zur BSG Motor Wema delegiert. Krieger wurde auf Anhieb Stammspieler der Plauener und absolvierte sämtliche 30 Punktspiele der Liga-Saison 1965/66 und wurde überwiegend als rechter Mittelfeldspieler eingesetzt. 1966 war Motor Wema Plauen mit Platz 3 dem Aufstieg in der Oberliga nahe gewesen, in der Saison 1966/67 konnte mit dem 5. Rang davon keine Rede mehr sein. So verließ Krieger Anfang 1967 Plauen in Richtung Zwickau zum aktuellen Oberliga-Dritten und DDR-Pokalsieger. In seinem fünften Oberligaspiel für Zwickau am 15. März 1967 brach er sich ausgerechnet gegen Wismut Aue das Bein und musste über ein Jahr pausieren. Sein Comeback gab er zum 24. Oberliga-Spieltag am 18. Mai 1968 im Heimspiel gegen den FC Hansa Rostock (1:0).
Nach dem Wechsel von Harald Irmscher zum FC Carl Zeiss Jena konnte sich Krieger in der Zwickauer Oberligamannschaft behaupten und übernahm 1968 Irmschers Position im Mittelfeld. Bis zum Ende der Saison 1975/76 absolvierte Krieger im Laufe der neun Spielzeiten 137 Oberliga-Punktspiele und erzielte dabei 17 Tore. Seinen größten Triumph verpasste er 1975, als seine Mannschaft erneut DDR-Pokalsieger wurde, er jedoch nicht zum Aufgebot der siegreichen Mannschaft gehörte.
Mit knapp 33 Jahren beendete Krieger im Sommer 1976 seine Oberligalaufbahn und schloss sich dem drittklassigen Bezirksligisten BSG Wismut/Rotation Crossen an, wo er bis 1987 als Trainer tätig war.